# Adolfo López Mateos, Durango
Adolfo López Mateos är en ort i Mexiko.   Den ligger i kommunen Pánuco de Coronado och delstaten Durango, i den centrala delen av landet, 800 km nordväst om huvudstaden Mexico City. Adolfo López Mateos ligger 2 143 meter över havet och antalet invånare är 695.
Terrängen runt Adolfo López Mateos är platt åt nordost, men åt sydväst är den kuperad. Runt Adolfo López Mateos är det glesbefolkat, med 9 invånare per kvadratkilometer. Närmaste större samhälle är Pánuco de Coronado, 16,3 km öster om Adolfo López Mateos. Omgivningarna runt Adolfo López Mateos är i huvudsak ett öppet busklandskap.